# Торопов, Фома Гаврилович
Фома Гаврилович Торопов (1820 или 1821 — 1898) — русский художник, живописец в жанре натюрморта и портрета, академик Императорской академии художеств.

## Биография
Родился в 1820 или 1821 году в крестьянской семье крепостных генерал-майора А. И. Герарда. Вскоре, в 1830 году, семья получила «вольную». Детство провёл в деревне Галичского уезда Костромской губернии, где своими рисунками углём удивлял односельчан. Когда один из них собрался в Санкт-Петербург, он упросил взять его с собой. В Петербурге он поступил в ученье к маляру и стал готовиться к поступлению в Императорскую Академию художеств.
Во время обучения в Академии художеств он несколько раз получал награды за свои картины. По окончании обучения, в 1846 году за работу «Натюрморт. Цветы и плоды» он получил от Академии художеств звание «неклассного художника».
Получил звание «назначенного в академики» (1854). В 1855 году Торопов представил Совету академии «Портрет действительного статского советника Маслова», за который ему было присвоено звание академика.
С 1849 года по 1884 год преподавал рисование в Николаевском сиротском институте. Умер в Москве в начале апреля 1898 года.
Часто совмещал в своих работах такие жанры, как портрет и натюрморт, например, «Портрет жены художника».
Умер в 1898 году. Похоронен на Пятницком кладбище.
Жена - Евдокия Калистратовна. Дочь - Алексаандра (2.4.1848).

## Работы Ф. Г. Торопова
- «Натюрморт. Цветы и плоды» (1846)[7]
- «Натюрморт с цветами и фруктами» (1846)
- «Натюрморт» (1846)
- «Семейный портрет» (1848)
- «Портрет жены художника» (1848)

Галерея работ Ф. Г. Торопова
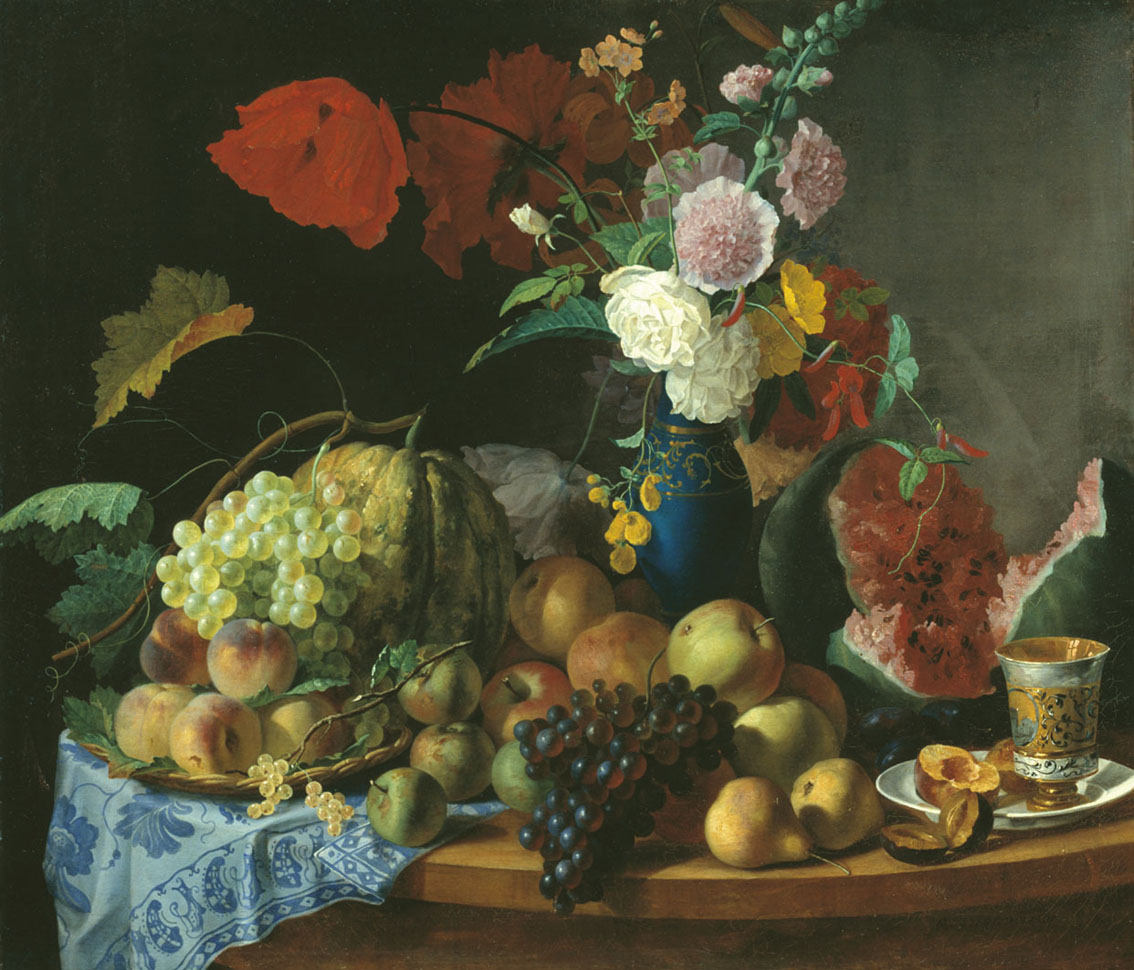
«Натюрморт с цветами и фруктами» (1846). Архангельский музей изобразительных искусств
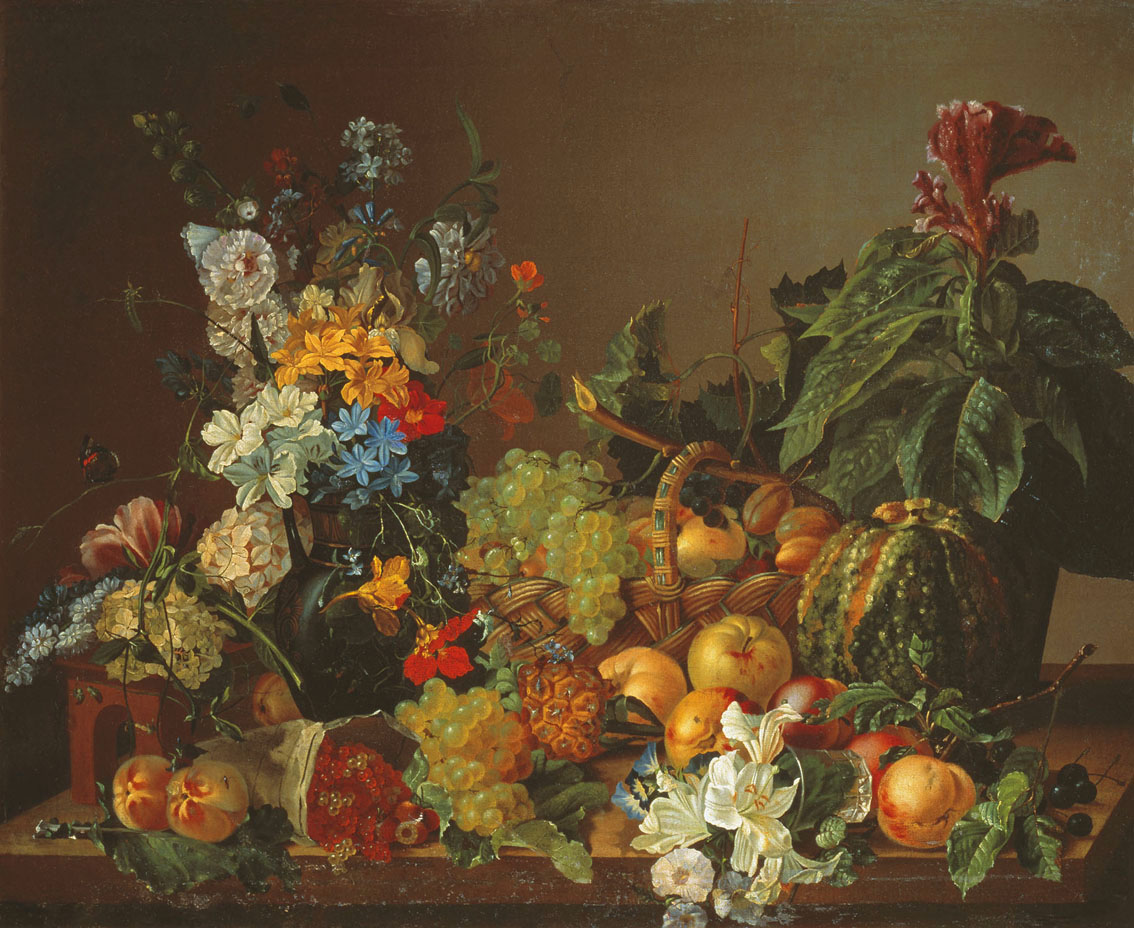
«Натюрморт» (1846)
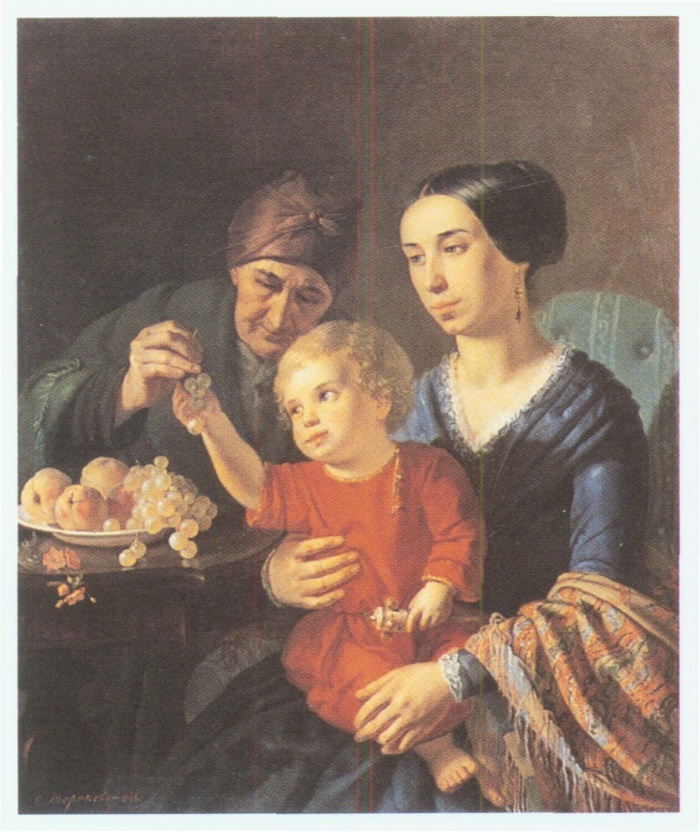
«Семейный портрет» (1848). Государственный Русский музей
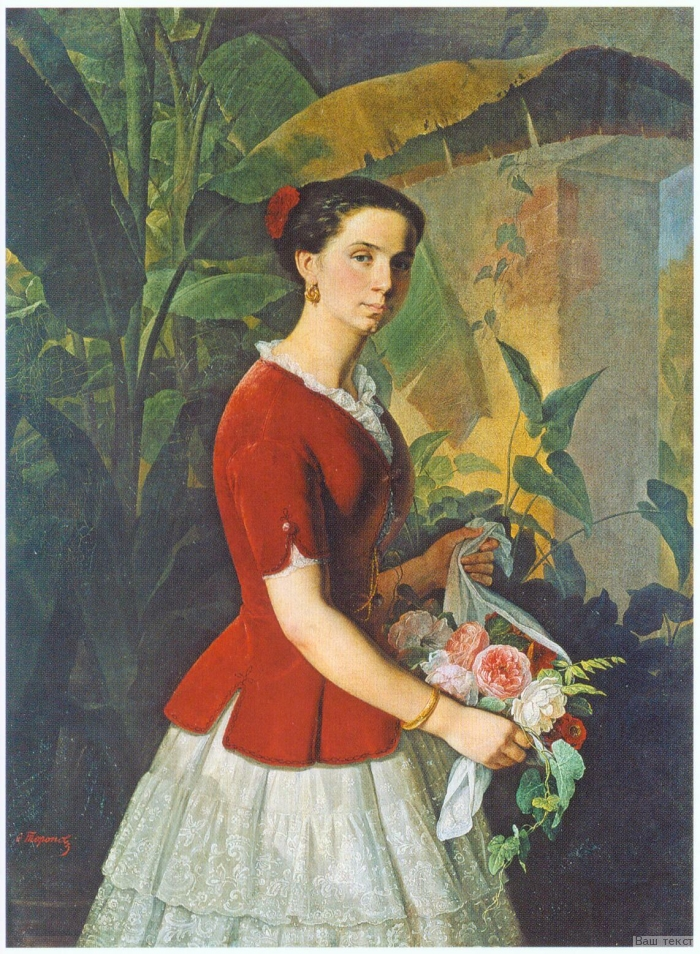
«Портрет жены художника» (1848). Государственная Третьяковская галерея